# Venasque
Venasque település Franciaországban, Vaucluse megyében. Lakosainak száma 1069 fő (2022. január 1.). Venasque Le Beaucet, Gordes, Malemort-du-Comtat, Mazan, Méthamis, Murs és Saint-Didier községekkel határos.

## Népesség
A település népessége az elmúlt években az alábbi módon változott:
| Lakosok száma | 1174 | 1058 | 1035 | 1012 | 1011 | 1013 | 1032 | 1050 | 1069 |
|               | 2013 | 2015 | 2016 | 2017 | 2018 | 2019 | 2020 | 2021 | 2022 |